# Scrobigera proxima
Scrobigera proxima là một loài bướm đêm trong họ Noctuidae.